# Octave de Gaulle
Pour les articles homonymes, voir de Gaulle.
 (avril 2025).
Octave de Gaulle est un designer industriel français. 

## Biographie

### Famille
Fils de Grégoire de Gaulle et de Constance Vernier, Octave est également l'arrière-petit-neveu du général de Gaulle et le gendre de Nicolas Vial et l'époux d'Alice Vial,,.

### Formation
Il expose au Musée des Arts décoratifs et du Design en 2015, à la Cité du design de Saint-Étienne en 2021 et à l'École internationale de design de Cologne (en)[réf. nécessaire][Quand ?].

### Carrière
De 2015 à 2019, il travaille avec Pernod Ricard sur la conception d’une bouteille afin de boire du champagne Mumm en apesanteur, à la manière du capitaine Haddock dans l'album de Tintin On a marché sur la Lune.